# Georges Tréville
Georges Troly dit Georges Tréville, né le 28 juillet 1864 dans le 17e arrondissement de Paris, et mort le 30 mai 1944 à Wy-dit-Joli-Village, est un acteur et réalisateur français.

## Biographie
Fils de professeur, petit-fils d'instituteur, Georges Tréville fut essentiellement un acteur et metteur-en-scène de théâtre et un acteur du cinéma muet. D'abord représentant de commerce, il commença sa carrière à Bordeaux où son père, Albin Troly, avait été nommé enseignant au Lycée de la ville. 
Parfaitement bilingue, il mena une partie de sa carrière au Royaume-Uni. Il incarna le gentleman cambrioleur Arsène Lupin dans quelques courts-métrages. Au Royaume-Uni, il endossa le rôle de Sherlock Holmes dans des séries de courts-métrages pour la compagnie Éclair Films et réalisa deux films en anglais pour Ideal Film Company. Il utilise parfois le nom de Géo Tréville au générique de certains films.
Marié en janvier 1887 à Avallon puis divorcé depuis janvier 1895 de l'actrice Marie Léontine Chanut dite Marie Marcilly (1867-1955) dont il avait eu deux filles, Germaine et Alice, il se remarie à Paris le 2 août 1902 avec la comédienne Franciska von Schweitzer dite Fanny Delisle (1881-1969). Leur fils Roger dit Roger Tréville (1902-2005) fera lui aussi une carrière au théâtre et au cinéma.
Il est inhumé au cimetière de Wy-dit-Joli-Village (Val-d'Oise).

## Filmographie partielle

### Comme réalisateur
- 1921 : Maried Life
- 1921 : All Sorts and Conditions of Men (en)
- 1931 : Flagrant délit - coréalisé avec Hanns Schwarz

### Comme acteur
- 1909 : La Journée d'un billet de banque de cent francs (Histoire d'un billet de banque) de Georges Monca
- 1909 : Jim et Willy veulent se marier de Georges Monca
- 1909 : Le Roman d'une bottine et d'un escarpin de Georges Monca
- 1909 : Arsène Lupin de Michel Carré : Arsène Lupin
- 1909 : Le Client de province (réalisateur non identifié)
- 1910 : Acte de probité (réalisateur non identifié)
- 1910 : Rigadin n'est pas sage de Georges Monca
- 1910 : Amis de table d'hôte (réalisateur non identifié)
- 1910 : Le Sacrifice d'Yvonne de Léonce Perret
- 1910 : Rigadin rapin de Georges Monca
- 1911 : Le cœur pardonne de Georges Monca
- 1911 : La Femme du saltimbanque de Georges Denola
- 1911 : L'Ombrelle de Georges Monca
- 1911 : Une heure d'oubli (La Pigeonne) de Georges Denola
- 1911 : Rigadin est un galant homme de  Georges Monca
- 1911 : Le Prix de vertu d'Albert Capellani
- 1911 : L'Intrigante (ou L'Institutrice) d'Albert Capellani
- 1911 : L'Illusion des yeux de Georges Denola
- 1911 : Le Courrier de Lyon ou L'Attaque de la malle-poste d'Albert Capellani
- 1911 : La Danseuse de Siva d'Albert Capellani
- 1911 : L'Heureux Accident (ou L'Accident) de Georges Denola
- 1911 : L'Une pour l'autre (ou Sœurs de lait) de Georges Denola
- 1911 : Le Savetier et le Financier de Georges Monca
- 1911 : La Fille du clown de Georges Denola
- 1911 : Barbe grise de Georges Monca
- 1911 : Jacintha la Cabaretière (ou Les Émotions de Jacintha) d'Albert Capellani
- 1911 : Le Mémorial de Sainte-Hélène (ou La Captivité de Napoléon) de Michel Carré
- 1911 : Par respect de l'enfant (ou Le Sacrifice) d'Albert Capellani
- 1911 : Boubouroche de Georges Monca
- 1911 : Le Feu au couvent de Gaston Benoît et Georges Monca
- 1911 : Le Remords du juge de Georges Denola
- 1912 : La Tournée du docteur (Le Cabriolet du docteur) de Georges Denola
- 1912 : Rigadin nègre malgré lui de Georges Monca
- 1912 : La Vengeance de Licinius de Georges Denola
- 1912 : Rigadin est un fameux escrimeur de Georges Monca
- 1912 : La Cassette de l'émigrée de Louis Feuillade
- 1912 : Josette d'Albert Capellani
- 1912 : Le Ruban moucheté : Sherlock Holmes
- 1913 : Roger la Honte d'Adrien Caillard
- 1914 : Sans famille de Georges Monca
- 1914 : Marie-Jeanne ou la Femme du peuple de Georges Denola
- 1914 : La Jeunesse de Rocambole (Rocambole) de Georges Denola
- 1914 : Les Exploits de Rocambole (Le Nouveau Rocambole) de Georges Denola
- 1914 : Rocambole et l'Héritage du marquis de Morfontaine de Georges Denola
- 1915 : En famille de Georges Monca
- 1915 : Le Malheur qui passe de Georges Monca
- 1916 : L'Enfant prodigue
- 1917 : Le Ravin sans fond
- 1917 : La Proie de Georges Monca
- 1917 : Le Secret de la comtesse : général de Framoy
- 1919 : L'Homme bleu
- 1919 : La Rançon de l'honneur
- 1921 : Le Dieu du hasard
- 1923 : I Will Repay (en) de  Henry Kolker : duc de Mornay
- 1924 : Madame Sans-Gêne de Léonce Perret : Despréaux
- 1925 : Célimène, la poupée de Montmartre : François de la Roche de Maudry
- 1925 : L'Épervier
- 1926 : Le Berceau de Dieu de Fred LeRoy Granville : un prêtre
- 1928 : Moulin Rouge d'Ewald André Dupont : Father
- 1930 : L'Enfant de l'amour de Marcel L'Herbier : Le baron
- 1930 : La Femme d'une nuit de Marcel L'Herbier
- 1930 : Le Mystère de la chambre jaune de Marcel L'Herbier : le président
- 1930 : Nos maîtres les domestiques : colonel de Montausset-Brissac
- 1930 : La Folle Aventure : Girier
- 1931 : La Ronde des heures d'Alexandre Ryder : Henri Velcourt
- 1932 : Un homme heureux d'Antonin Bideau : monsieur Pédoux
- 1932 : Paris-Méditerranée
- 1932 : L'Affaire Blaireau : le baron de Hautperthuis
- 1932 : Le Champion du régiment : baron de Villetaneuse
- 1932 : Embrassez-moi de Léon Mathot : Lord Ashwell
- 1933 : Bach millionnaire : monsieur Vérillac
- 1933 : L'Enfant de ma sœur : le professeur Macon-Parthenay
- 1933 : Une femme au volant
- 1933 : Pour être aimé de Jacques Tourneur : Weston
- 1933 : Ève cherche un père : le général de La Motte
- 1935 : 300 à l'heure de Willy Rozier : le duc de Bothou
- 1935 : L'École des cocottes de Pierre Colombier
- 1936 : Bach détective : le baron
- 1936 : Tout va très bien madame la marquise d'Henry Wulschleger
- 1937 : La Caserne en folie
- 1938 : Le Cantinier de la coloniale d'Henry Wulschleger : le comte
- 1940 : Bach en correctionnelle : un assesseur

## Distinctions
- Officier d'Académie (arrêté ministériel du 28 mars 1901)
- Officier de l'Instruction publique en 1907
- Chevalier de la Légion d'honneur au titre du ministre de l'Education nationale (décret du 29 janvier 1937). Parrain : Tristan Bernard